# 阿拉貢紋章
阿拉貢紋章（西班牙語：Escudo de Aragón；阿拉貢語：Escudo d'Aragón；加泰羅尼亞語：Escut de l'Aragó）最早於1499年由Pablo Hurus紀錄。這個紋章展示了阿拉貢從成立到君主制的歷史，由四個部分組成：
左上：Sobrarbe樹代表了傳奇的索夫拉韋王國和阿拉貢的獨立。
右上：ÍñigoArista十字架代表比利牛斯山脈和古老的阿拉貢君主制。
左下：聖喬治十字和四個摩爾人的首級代表了阿拉貢在收復失地運動中的功績。傳說聖徒在戰鬥中幫助了阿拉貢人。自從14和15世紀阿拉貢王國統治撒丁島以來，這一部分對撒丁島的旗幟和紋章具有深遠影響。
右下：阿拉貢條帶代表了阿拉貢國王。